# Плятер, Юзеф Винцент
Юзеф Винцент Плятер (пол. Józef Wincenty Plater, 11 июля 1745 — между 1 и 6 января 1806) — государственный деятель Великого княжества Литовского, староста брестский (1770—1777), писарь польный литовский (1771—1783), генерал-лейтенант (1775—1791), последний каштелян трокский (1793—1795).

## Биография
Представитель шляхетского рода Плятер герба Плятер. Сын воеводы мстиславского и каштеляна трокского графа Констанция Людвика Плятера (1722—1778) и Августы Огинской, дочери воеводы трокского князя Юзефа Тадеуша Огинского. Старший брат подканцлера литовского Казимира Константина.
В 1770 году Юзеф Винцент Плятер получил во владение брестское староство. В 1771 году был назначен писарем польным литовским. В 1774 году Юзеф Плятер был избран маршалком Трибунала Великого княжества Литовского. В 1775-1791 годах носил чин генерал-лейтенанта. В 1793 году получил должность каштеляна трокского. В 1793-1794 годах был членом Постоянного Совета.
В 1775 году Юзеф Винцент Плятер основал в Толочине родовую командорию Мальтийского ордена.

## Семья и дети
Был женат на Катарине Сосновской, старшей дочери польного гетмана литовского и воеводы полоцкого Юзефа Сосновского (ум. 1783) и Теклы Деспот-Зенович. Дети: Сесилия, Фердинанд, Адам Эдуард, Станислав, Генрика София и Аделаида.